# جاكوب بيركنز
جاكوب بيركنز (بالإنجليزية: Jacob Perkins)‏ (9 يوليو 1766- 30 يوليو 1849) هو مخترع ومهندس ميكانيكي وعالم فيزياء أمريكي. وُلد في نيوبيري بورت بماساتشوستس، تتلمذ بيركنز على يد صائغ. جعل نفسه سريعًا مشهورًا بسبب عدة اختراعات ميكانيكية وفي نهاية المطاف حصل على 21 براءة اختراع أمريكية وتسعة بريطانية. يُعرف بأنه أب الثلاجة. انتخب كزميل في الأكاديمية الأمريكية للعلوم والفنون عام 1813.

## نشأته
ارتاد جاكوب المدرسة في نيوبيري بورت حتى عمر الثانية عشر ثم تتلمذ على يد صائغ يُدعى ديفيز. توفي ديفيز بعد ثلاث سنوات وأكمل جاكوب ذو الخمسة عشر عامًا العمل في صنع حبات الذهب وأضاف صناعة أبازيم الأحذية. عندما أصبح بعمر الحادية والعشرين وظفته دار سك العملة في ماساتشوستس لصنع قالب من أجل صك البنسات النحاسية اتي تحمل نسرًا وهندي عليها.

## الاختراعات

### آلة المسامير
في عام 1790 وبعمر الرابعة والعشرين، أنشأ جاكوب آلة لتقطيع وشحذ المسامير. في عام 1795، نال براءة اختراع على آلة المسامير المطورة التي صنعها وبدأ بعمل صناعة المسامير على طرف نهر باوو في ماساتشوستس.

### ثقب المدافع
خلال حرب 1812 عمل على آلة لثقب المدافع.

### الهيدروستاتيك
عمل على ضغط الماء واخترع باثومتر أو بيزومتر وهو جهاز لقياس عمق البحر بالاعتماد على ضغطه.

### النقش
ابتكر بيركنز بعضًا من أفضل ألواح الصلب (كما لاحظ النقّاشين الإنجليز) للنقش، وبدأ بأعمال الطباعة مع النقاش جديون فيرمان. بدأوا بالكتب المدرسية، وصنعوا أيضًا عملة غير مزورة. في عام 1809 اشترى تقنية صفيحة الطباعة (منع الفواتير المزيفة) من آسا سبينسر، وسجل براءة الاختراع، ثم وظف آسا سبينسر. قدم بيركنز عدة ابتكارات مهمة في تكنولوجيا الطباعة، بما في ذلك ألواح نقش فولاذية جديدة. باستخدام هذه اللوحات، صنع أول كتب أمريكية محفورة من الفولاذ (ذا رانينغ هاند، كتب مدرسية، 8 صفحات لكل منها). ثم صنع عملة لبنك بوسطن، وفيما بعد للبنك الوطني. في عام 1816 أقام مطبعة وقدم عرضًا لطباعة العملة للبنك الوطني الثاني في فيلادلفيا.
جذبت عملته البنكية الأمريكية الجيدة انتباه الجمعية الملكية الذين كانوا مشغولين بمعالجة مشكلة العملات الإنجليزية المزورة على نطاق واسع. في عام 1819، مع شريكه في مجال الطباعة، جديون فيرمان، وظفوا آسا سبينسر وذهبوا إلى إنجلترا لحث تشارلز هيث في محاولة لكسب مكافأة عشرين ألف جنيه إسترليني عن أوراق نقدية لا يمكن تزويرها. عُرضت الأوراق النقدية النموذجية على رئيس الجمعية الملكية السير جوزيف بانكس. أقاموا متجرًا في إنجلترا، وقضوا أشهرًا لصنع أمثلة عن أوراق نقدية، ولكن لسوء حظهم، اعتقدت البنوك أن المخترع يجب أن يكون إنجليزيًا بالولادة.
أثبتت طباعة العملات الإنجليزية نجاحها في نهاية المطاف ونفذها بيركنز بالشراكة مع الناشر الإنجليزي تشارلز هيث وزميله جديون فيرمان. شكلوا معًا شراكة بيركنز وفيرمان وهيث. حصل هيث وبيركنز أيضًا على دعم إخوتهم. أعيد تسمية شراكة بيركنز وفيرمان وهيث لاحقًا، عندما اشترى صهره، جوشوا باترز بيكون حصة تشارلز هيث وأصبحت الشركة تُعرف باسم بيركنز، بيكون. قدمت شركة بيركنز بيكون الأوراق النقدية للعديد من البنوك والدول الأجنبية مع الطوابع البريدية. بدأ إنتاج الطوابع للحكومة البريطانية في عام 1840 بطوابع بريدية باللون الأسود د1 ود2 باللون الأزرق، والتي تضمنت تدبيرًا لمكافحة التزوير في شكل خلفية معقدة أنتجها محرك روز. كانت طوابعهم أول الطوابع المعروفة مسبقًا.
في ذات الوقت، كان شقيق جاكوب يدير أعمال الطباعة الأمريكية، وكسبوا المال من براءات الاختراع الهامة للسلامة من الحرائق. عمل تشارلز هيث وجاكوب بيركنز معًا وبشكل مستقل في بعض المشاريع المتزامنة.

## روابط خارجية
- جاكوب بيركنز على موقع الموسوعة البريطانية (الإنجليزية)